# Parc culturel & historique de Dongdaemun (métro de Séoul)
Parc culturel & historique de Dongdaemun (hangeul : 동대문역사문화공원 ; hanja : 東大門歷史文化公園, officiellement en anglais Dongdaemun History & Culture Park) est une station de correspondance entre la ligne 2, la ligne 4 et la ligne 5 du métro de Séoul. Elle est située dans l'arrondissement de Jung-gu, à Séoul en Corée du Sud.
Ouverte en 1983, alors nommée « Stade de Séoul ». Devenue station de correspondance en 1985, elle est renommée « stade Dongdaemun ». Ce n'est qu'en 2019 qu'elle prend son nom actuel. La station est desservie par les rames omnibus qui circulent sur la ligne 2 et la ligne 5, ainsi que par les rames omnibus et express qui circulent sur la ligne 4.

## Situation sur le réseau

Plan du réseau (2023)

Établie en souterrain, la station Parc culturel & historique de Dongdaemun est une station de correspondance entre la ligne 2, la ligne 4 et la ligne, du métro de Séoul. : 
sur la ligne 2 elle est située sur la section principale circulaire entre Sindang, en direction de Hôtel de Ville, rotation dans le sens des aiguilles d'une montre sur la section circulaire, et Euljiro 4(sa)-ga, en direction de Hôtel de Ville, rotation dans le sens inverse des aiguilles d'une montre sur la section circulaire ; 
sur la ligne 4 elle est située après la station Dongdaemun, en direction du terminus nord Jinjeop, et avant la station PChungmuro, en direction, du terminus sud-ouest Oido ; 
sur la ligne 5 elle est située entre la station Euljiro 4(sa)-ga, en direction du terminus ouest Banghwa, et avant la station Cheonggu, en direction, du terminus est Hanam Geomdansan ou du terminus de la branche sud-est Macheon.

## Histoire
La station, alors dénommée « Stade de Séoul » est mise en service le 16 septembre 1983, lors de l'ouverture à l'exploitation de la ligne 2 du métro de Séoul. Elle devient une station de correspondance le 18 octobre 1985, lors de l'ouverture à l'exploitation de la ligne 4 du métro de Séoul. Elle est renommée « stade Dongdaemun » le 24 octobre 1985.
Une nouvelle station complète les correspondances le 30 décembre 1996 avec l'ouverture de la station de la ligne 5 du métro de Séoul.
La station est renommée « Parc culturel & historique de Dongdaemun », le 26 décembre 2019.

## Services aux voyageurs

### Accès et accueil
Tous les composants de la station sont souterrains. les accès, numérotés de 1 à 14, sont notamment situés sur les voies routières situées au-dessus des voies : Mareunae-ro, Toegye-ro, jangchungdan-ro, Eulji-ro et Toegye-ro. Les différents niveaux souterrains sont accessibles par des escaliers, des escaliers mécaniques et des ascenseurs. La station dispose d'automates notamment pour l'achat de titres de transports. Les trois stations sont équipées de portes palières.

### Desserte

#### Station ligne 2
Parc culturel & historique de Dongdaemun, L2, est desservie par les rames omnibus qui circulent sur la ligne 2.

Installations
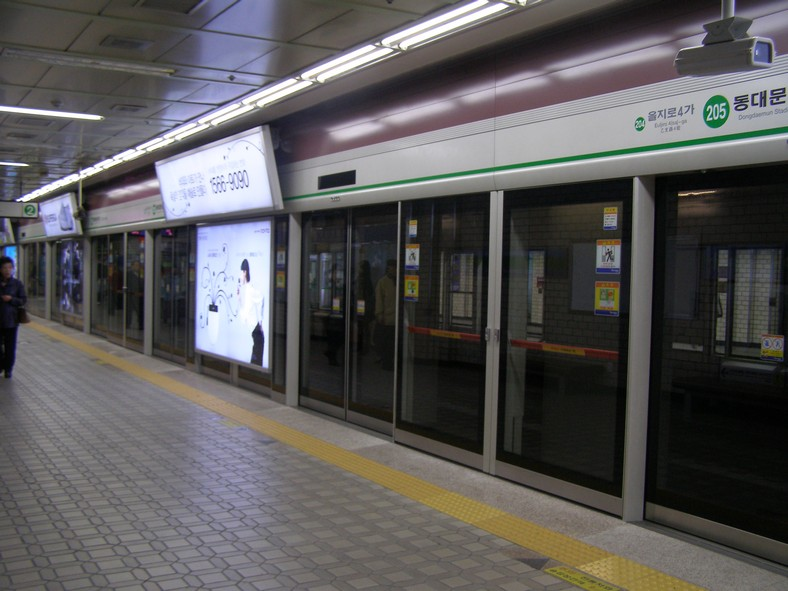
En 2007.
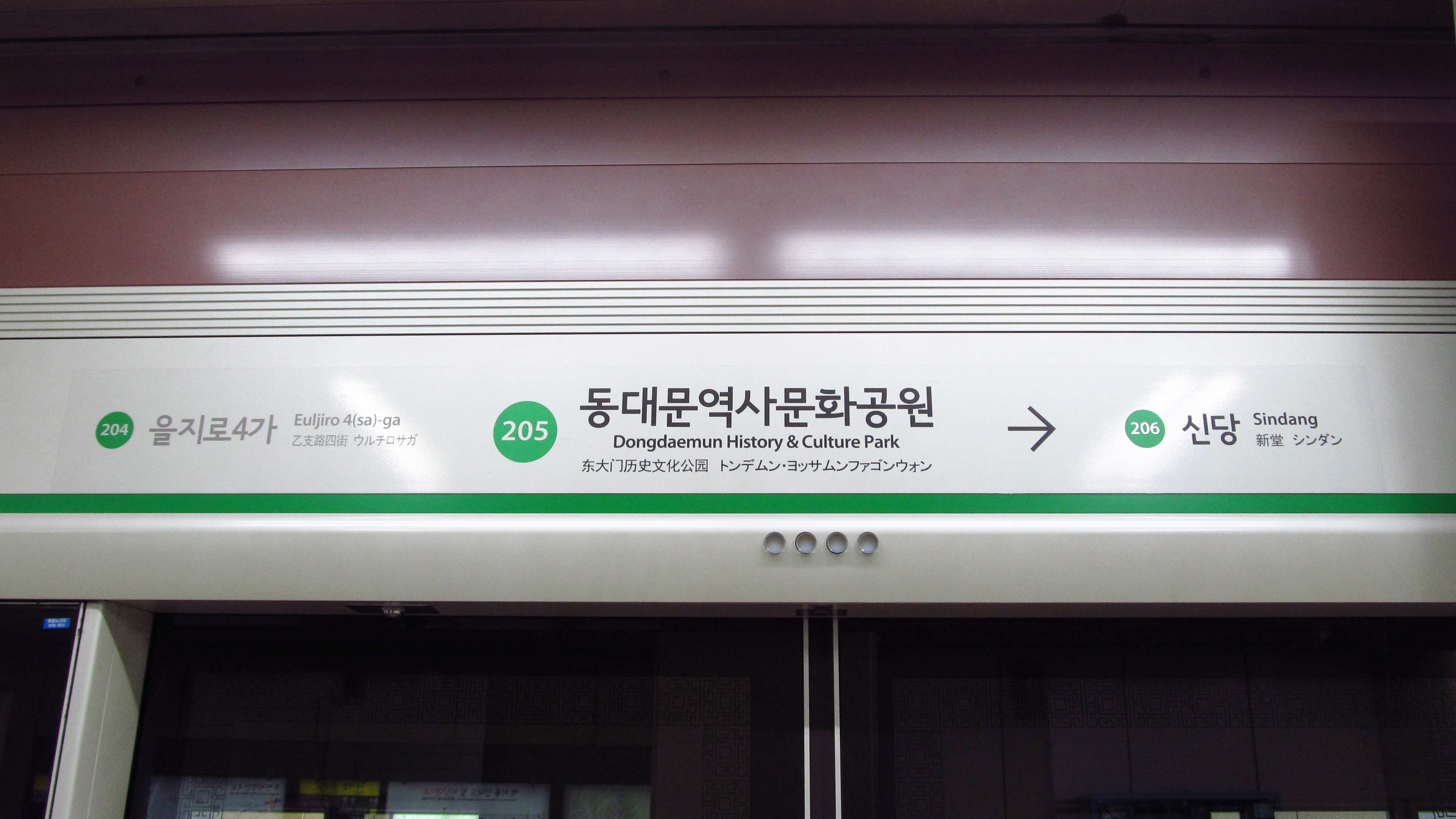
En 2018.
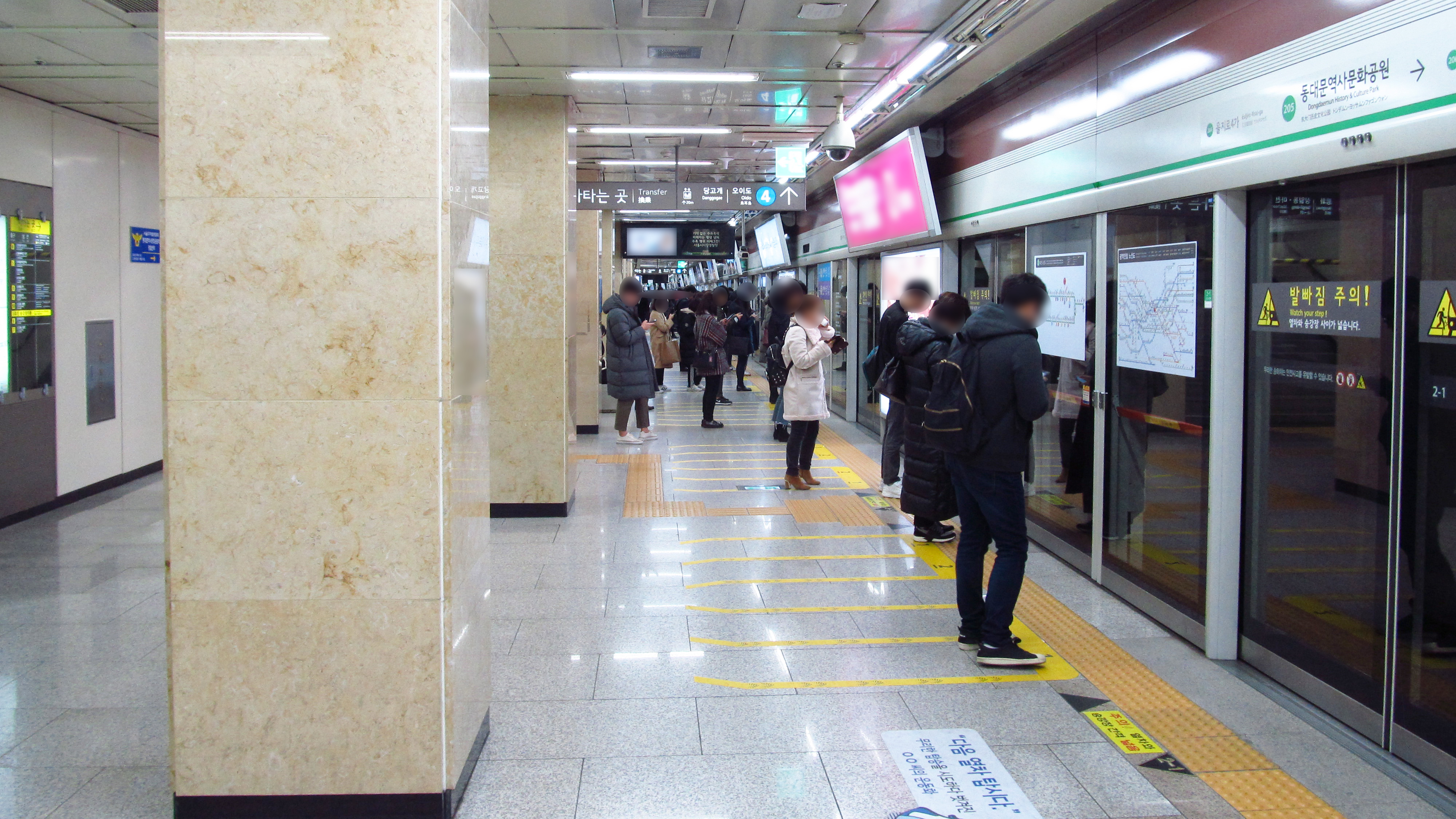
En 2018.

#### Station ligne 4
Parc culturel & historique de Dongdaemun, L4, est desservie par les rames omnibus et express qui circulent sur la ligne 4.

Installations
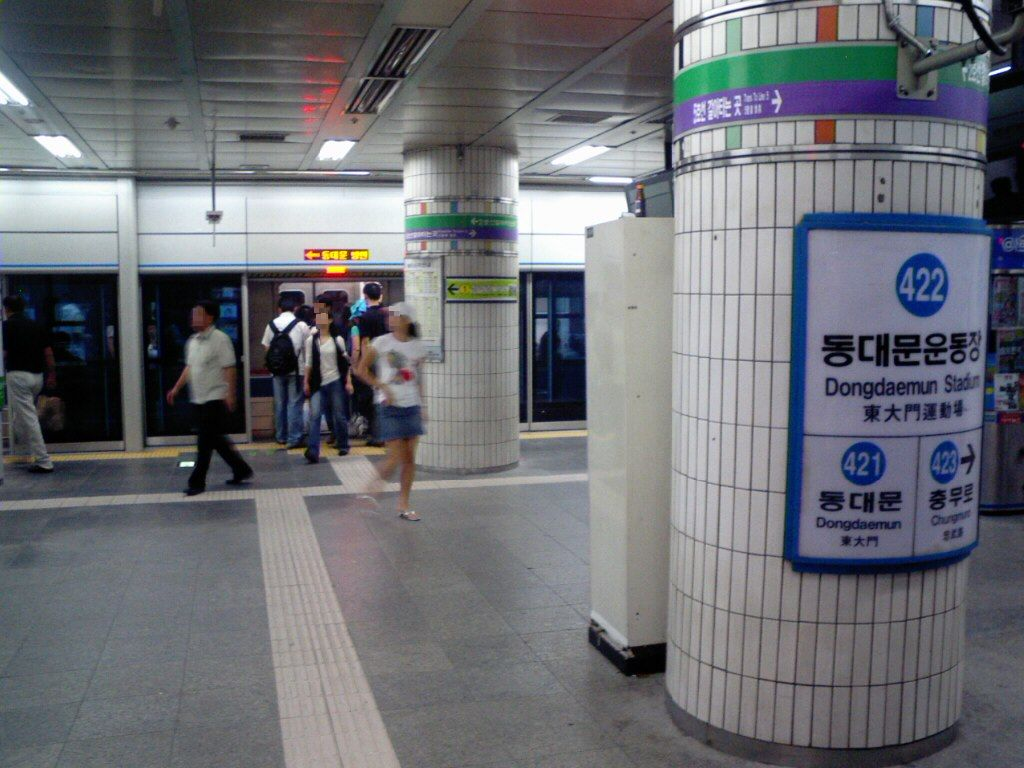
En 2008.
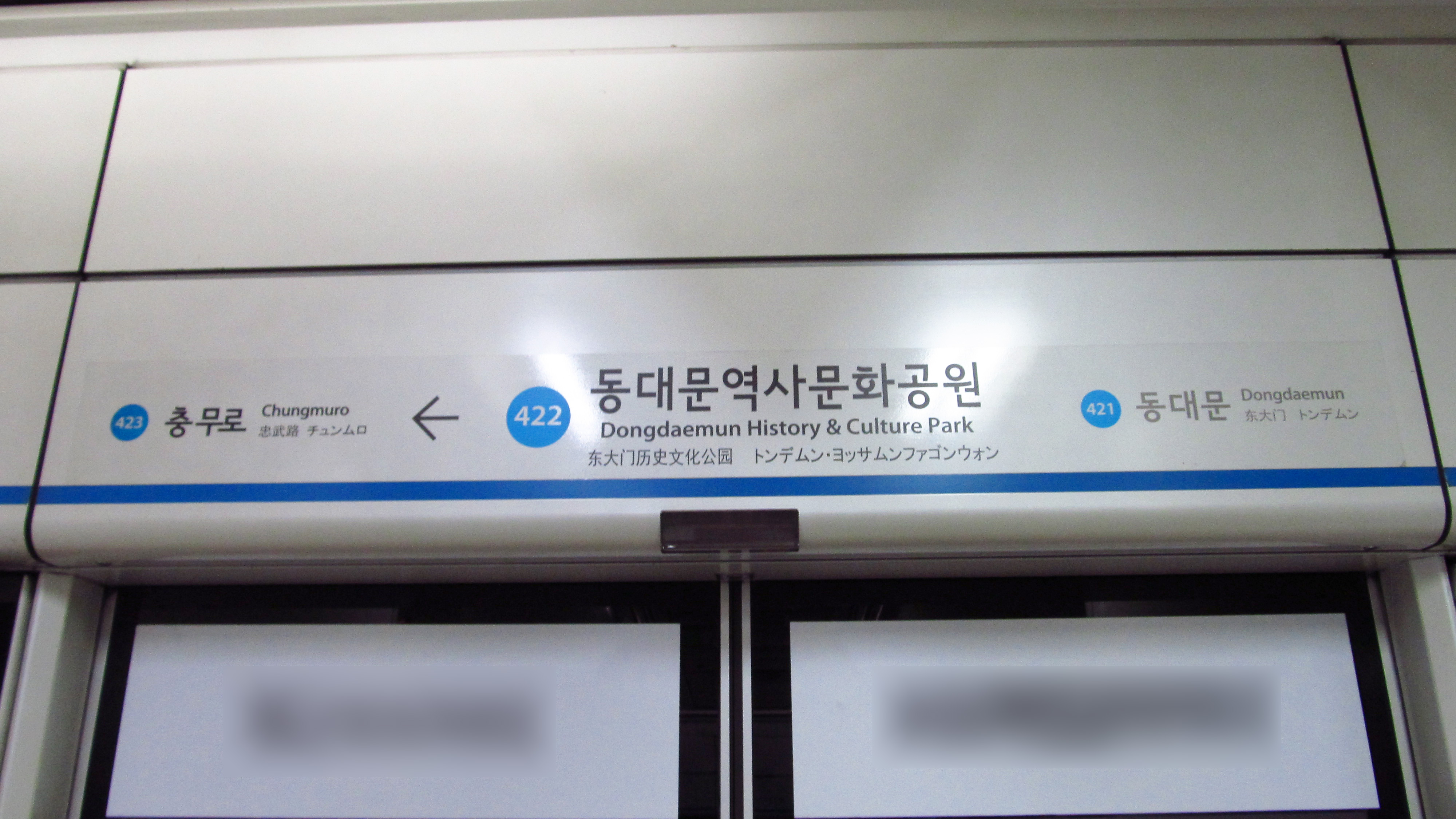
En 2018.
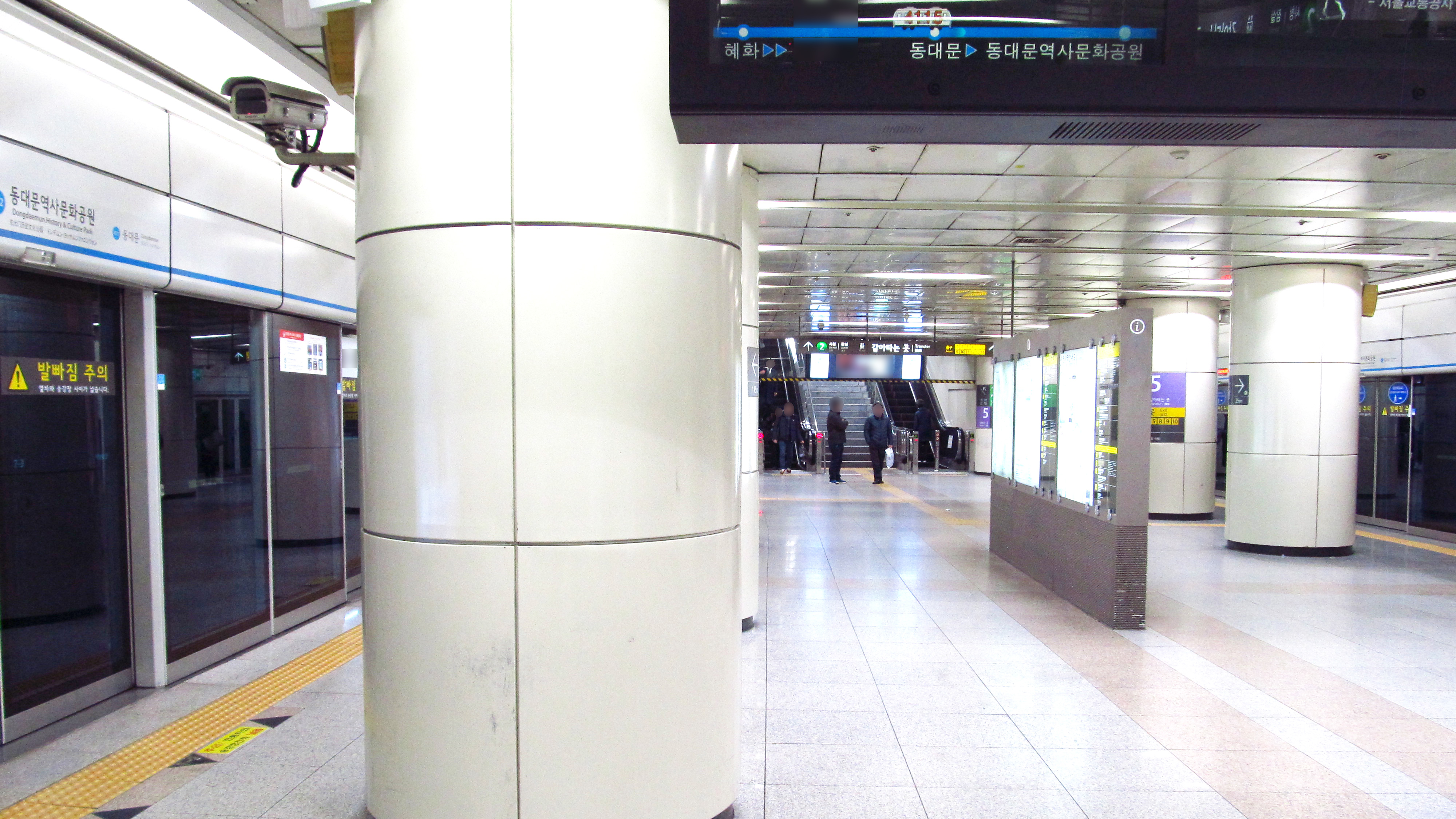
En 2018.

#### Station ligne 5
Parc culturel & historique de Dongdaemun, L5, est desservie par les rames omnibus qui circulent sur la ligne 5.

Installations
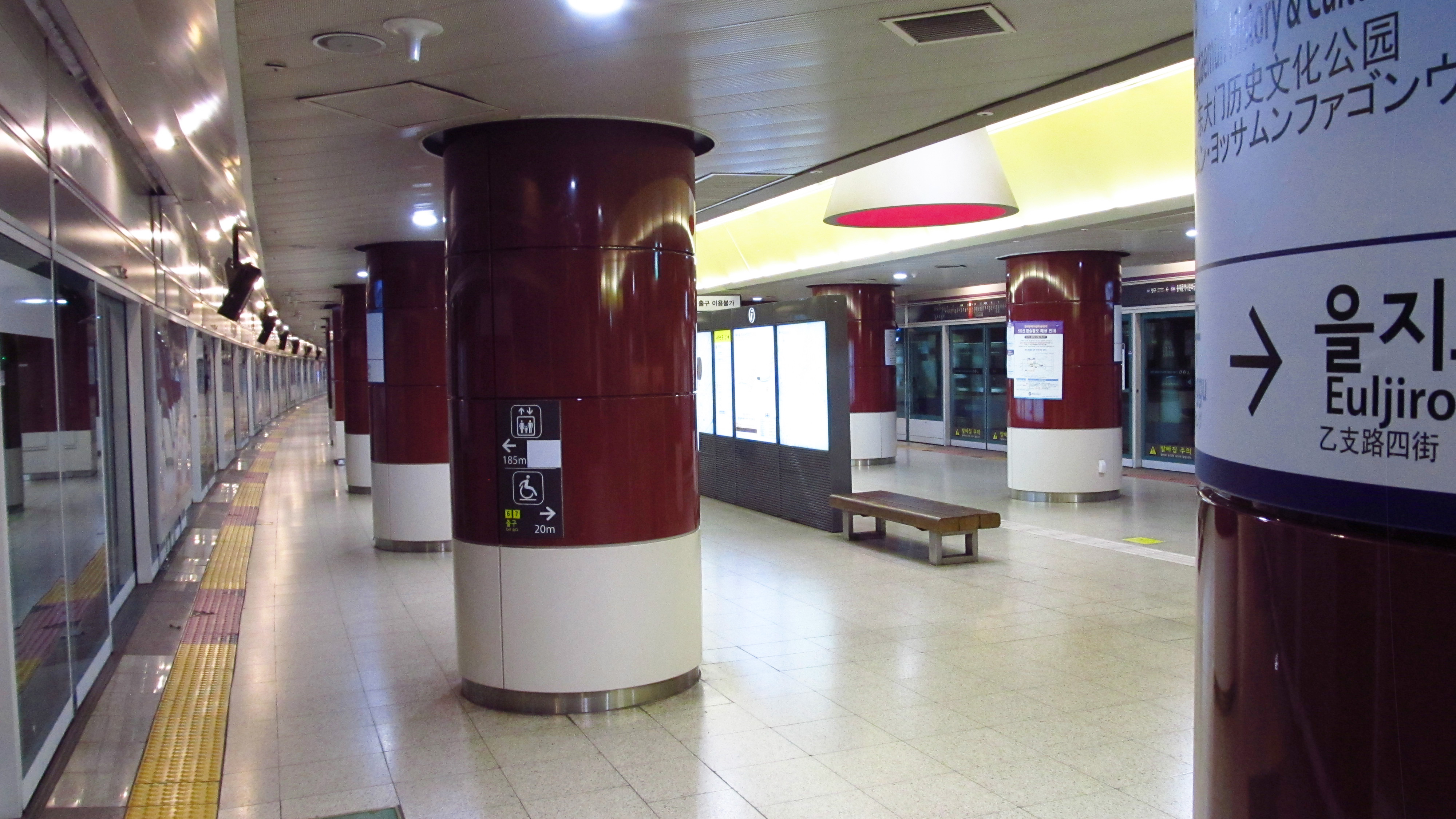
En 2018.
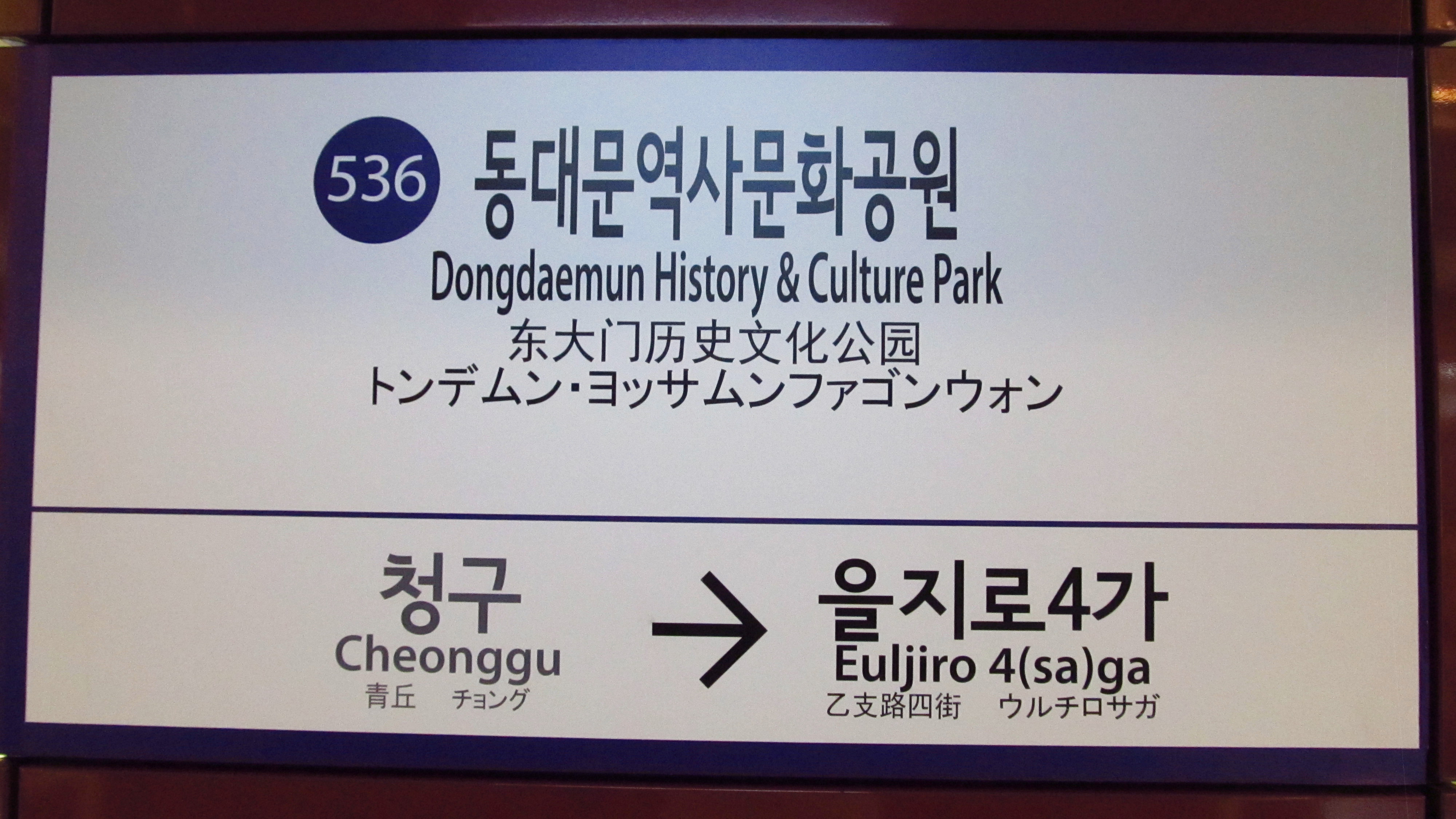
En 2018.
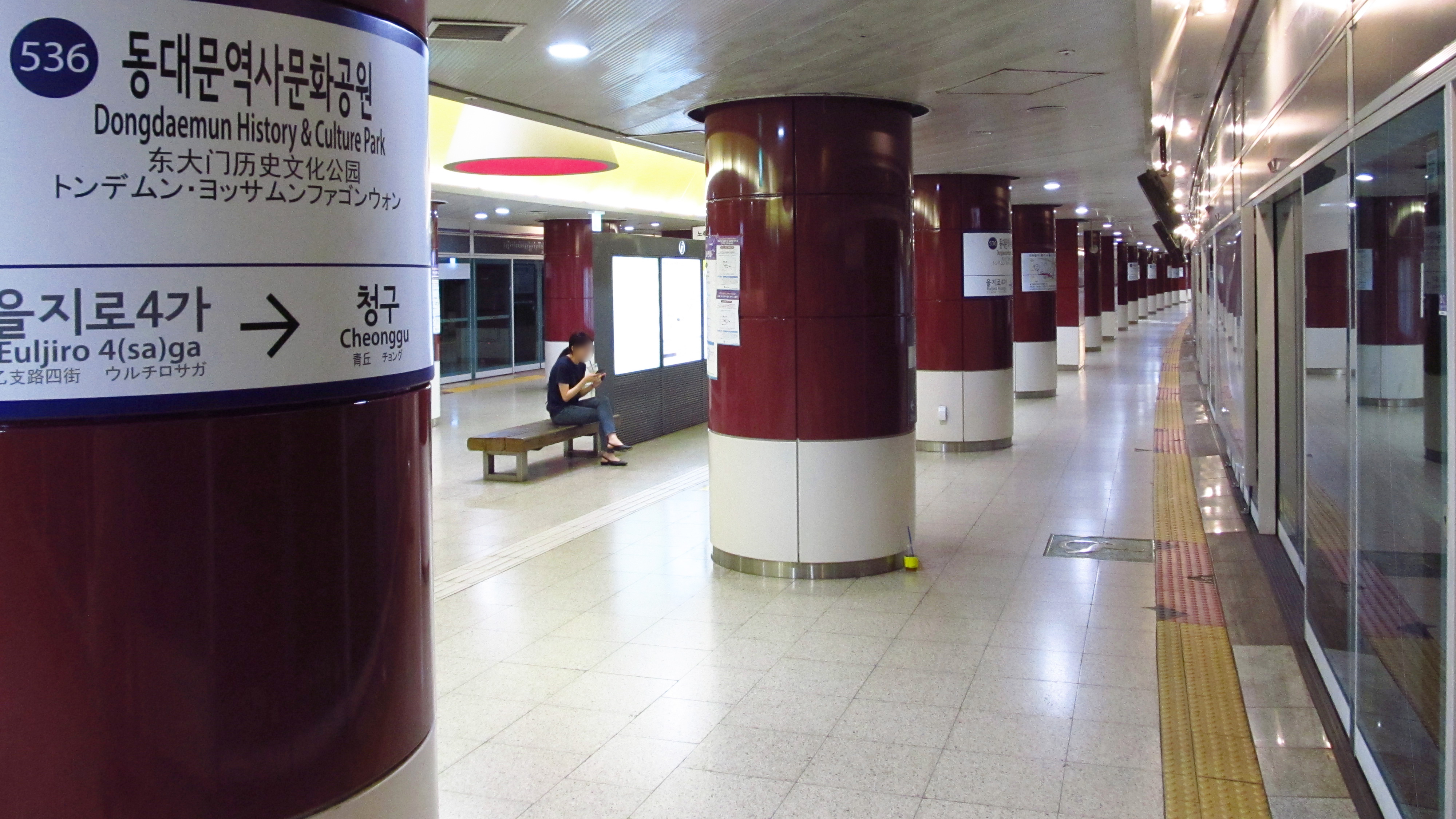
En 2018.

### Intermodalité
Des arrêts de bus urbains sont situés à proximité de certains accès de la station.

## À proximité
Elle dessert notamment : le marché de Dongdaemun (en) et l'Université Dongguk.